# Erbamt
Ein Erbamt war im Heiligen Römischen Reich ein Hofamt, das Adelige bei offiziellen, insbesondere zeremoniellen Anlässen (etwa Krönungen) ausübten. Die Hofämter am Hof des Kaisers hatten sich aus den merowingischen Hausämtern entwickelt und wurden seit dem 10. Jahrhundert nur noch von bedeutenden Reichsfürsten ausgeübt, wobei sie in der Praxis immer mehr symbolischer Natur wurden, während die ursprüngliche Funktion fast ganz verloren ging. Die bedeutendsten von ihnen wurden später als Erzämter mit der Kurwürde verbunden, also von den Kurfürsten ausgeübt. Die Hofämter des Reiches waren bei den weltlichen Kurfürsten schon früh erblich und bei den geistlichen an den jeweiligen Bischofsstuhl gebunden, ihre Verwaltung und praktische Ausübung in Stellvertretung des kurfürstlichen Inhabers (z. B. bei der Krönung der römisch-deutschen Könige und Kaiser) wurde hingegen niederrangigeren Adligen als „Erbamt“ übertragen. Diese Stellvertretung hatten die Kaiser ursprünglich nur auf Lebenszeit vergeben, doch seit dem Beginn des 13. Jahrhunderts wurde sie ebenfalls erblich.

## Erbämter des Heiligen Römischen Reiches
Bei der Krönung eines Kaisers oder Römischen Königs hatten Vertreter dieser Familien in Stellvertretung der Kurfürsten die Insignien zu tragen und vor bzw. beim anschließenden Krönungsmahl symbolische Handlungen zu vollziehen:
- Der Erbmarschall trug das Reichsschwert und ritt beim Krönungsmahl mit seinem Pferd in einen aufgeschütteten Haferhaufen, der dem Pferd bis zum Bauch reichen musste.
- Der Erbkämmerer trug das Reichszepter und reichte beim Krönungsmahl dem Kaiser einen Krug mit Wasser und ein Tuch zum Händewaschen.
- Der Erbmundschenk brachte dem Kaiser einen silbernen Becher mit Wein.
- Der Erbtruchsess trug den Reichsapfel und schnitt beim Krönungsmahl eine Scheibe von einem auf dem Platz vor dem Römer in Frankfurt gebratenen Ochsen ab und überreichte sie dem Kaiser.
- Der Erbbannerträger trug das Reichsbanner und die Reichssturmfahne.
- 1658 zur Krönung Leopolds I. versah erstmals der Erbschatzmeister sein Amt, indem er Gedenkmünzen ins Volk warf. Er trug bei der Krönung dann die Reichskrone. Dieses Amt wurde nach 1648 verliehen, um ein entsprechendes Erbamt, in Anlehnung an die achte Kurwürde der Pfalzgrafen bei Rhein zu schaffen, denen das Erzschatzmeisteramt verliehen wurde.

Nach diesen Zeremonien wurden Hafer, Wein und Ochse dem Volk gegeben, was regelmäßig zu Tumulten führte.
Neben diesen mit den Erbämtern der weltlichen Kurfürsten führten noch andere Familien Reichsämtertitel, mit denen nur teilweise Privilegien verbunden waren. Aufgrund der Beliebtheit der Jagd trugen beispielsweise mehrere Familien den Titel Erz-, Reichs- bzw. Unterjägermeister. Nicht alle Erbämter hatten Bestand, so bekam Graf Rainald II. von Geldern 1339 zusammen mit der Herzogswürde den Titel Erzgarderobemeister (Protovestiarius), doch konnte sich das entsprechende Amt angeblich nicht durchsetzen.
Zuletzt hatten folgende Familien die Ämter inne:
- Erbmarschallamt: die Grafen von Pappenheim
- Erbtruchsessenamt: zunächst die Grafen von Nordenberg, dann die Grafen Truchsess von Waldburg
- Erbkämmereramt: Hohenzollern, davor die Herren von Weinsberg und die Grafen von Falkenstein
- Erbschenkamt: die Grafen zu Limpurg, bis 1713. Nach dem Erlöschen dieser Familie wurden vom Reichserzschenken (König von Böhmen) die österreichischen Grafen von Althan mit diesem Amt beliehen.
- Erbküchenmeisteramt: die Grafen Truchsess von Waldburg
- Erbschatzmeisteramt: die Grafen zu Sinzendorf
- Erzjägermeisteramt: die Markgrafen von Meißen
- Erbunterjägermeisteramt: die Grafen von Schwarzburg bis 1708
- Reichsjägermeisteramt: die Grafen von Urach, später die Herzöge von Württemberg
- Erbstallmeisteramt: die Grafen von Schwarzburg
- Erbtürhüteramt: die Grafen von Werthern
- Generalerbpostmeisteramt im römischen Reich und in den Niederlanden: die Grafen von Thurn und Taxis
- Erbbanneramt: die Herzöge von Württemberg
- Das Recht der Vorstreit zwischen Rhein und Weser: die Grafen von Werl-Arnsberg, zuletzt an das Haus Nassau.

Diese Familien führten meistens das Symbol ihres Amtes im Wappen.

## Weitere Erbämter
Neben diesen Reichserbämtern bestanden aber auch Erbämter der einzelnen Reichsfürsten. Schon Kaiser Konrad II. hatte den Reichsfürsten das Recht erteilt, nach dem Muster der Reichserzämter Hofämter zu errichten. Diese Hofämter, nachmals beträchtlich vermehrt und teilweise mit einträglichen Pfründen ausgestattet, wurden ebenfalls in gewissen Familien erblich. Sie waren als angenehme Sinekuren gesucht.
Mit der Auflösung des Reiches hörten auch dessen Erbämter auf; diejenigen in den einzelnen Ländern blieben zum Teil erhalten, neue Erblandeshofämter kamen hinzu. Ihre Errichtung war Sache des Landesherrn, ihre Inhaber hatten bei besonders feierlichen Gelegenheiten nach den Zeremonialvorschriften bestimmte Ehrendienste zu leisten.

### Österreich
In der Habsburgermonarchie gab es in den zum früheren Deutschen Bund gehörenden Ländern zahlreiche Erbhofämter. In den Erblanden bestanden von Beginn an die vier Erbämter: Erbtruchsess, Marschall, Erbschenk und Erbkämmerer, in Kärnten auch das Pfalzgrafenamt.
Die Grafen von Paar waren seit dem 17. Graf Erbpostmeister.

### Bayern
Im Königreich Bayern wurden durch die Verfassungsurkunde vom 1. Mai 1808 vier lehnbare Reichskronämter geschaffen. Von diesen Würden bekleidete das des Kronobersthofmeisters der Fürst von Öttingen-Öttingen bzw. Öttingen-Spielberg, das des Kronoberstkämmerers der Fürst von Hohenlohe-Schillingsfürst und das Amt des Kronoberstmarschalls der Fürst von Fugger-Babenhausen. Der vierte Kronbeamte des Reichs war der Kronoberstpostmeister, der von der Familie Thurn und Taxis gestellt wurde. Die Inhaber aller dieser Ämter waren Mitglieder der Kammer der Reichsräte.

### Königreich Hannover
Im Königreich Hannover war 1814 ein Erblandmarschallamt errichtet und Georg zu Münster übertragen worden.

### Württemberg
Auch im Königreich Württemberg wurden 1808 vier lehnbare Kronerbämter geschaffen:
- der Reichserbmarschall (Hohenlohe-Oehringen)
- der Reichserboberhofmeister (Waldburg-Zeil-Wurzach)
- der Reichserboberkämmerer (Löwenstein-Wertheim) und
- der Reichserbpanner (Zeppelin).

Die aus älterer Zeit stammenden Erbämter des Erbkämmerers (Freiherr von Gültlingen) und des Erbmarschalls (Freiherr Thumb von Neuburg) gehören nicht zu den Kronerbämtern Württembergs.